# Seiitaoides stimpsonii
Seiitaoides stimpsonii is een krabbensoort uit de familie van de Majidae. De wetenschappelijke naam van de soort is voor het eerst geldig gepubliceerd in 1884 door Miers.